# 아오키 무네타카

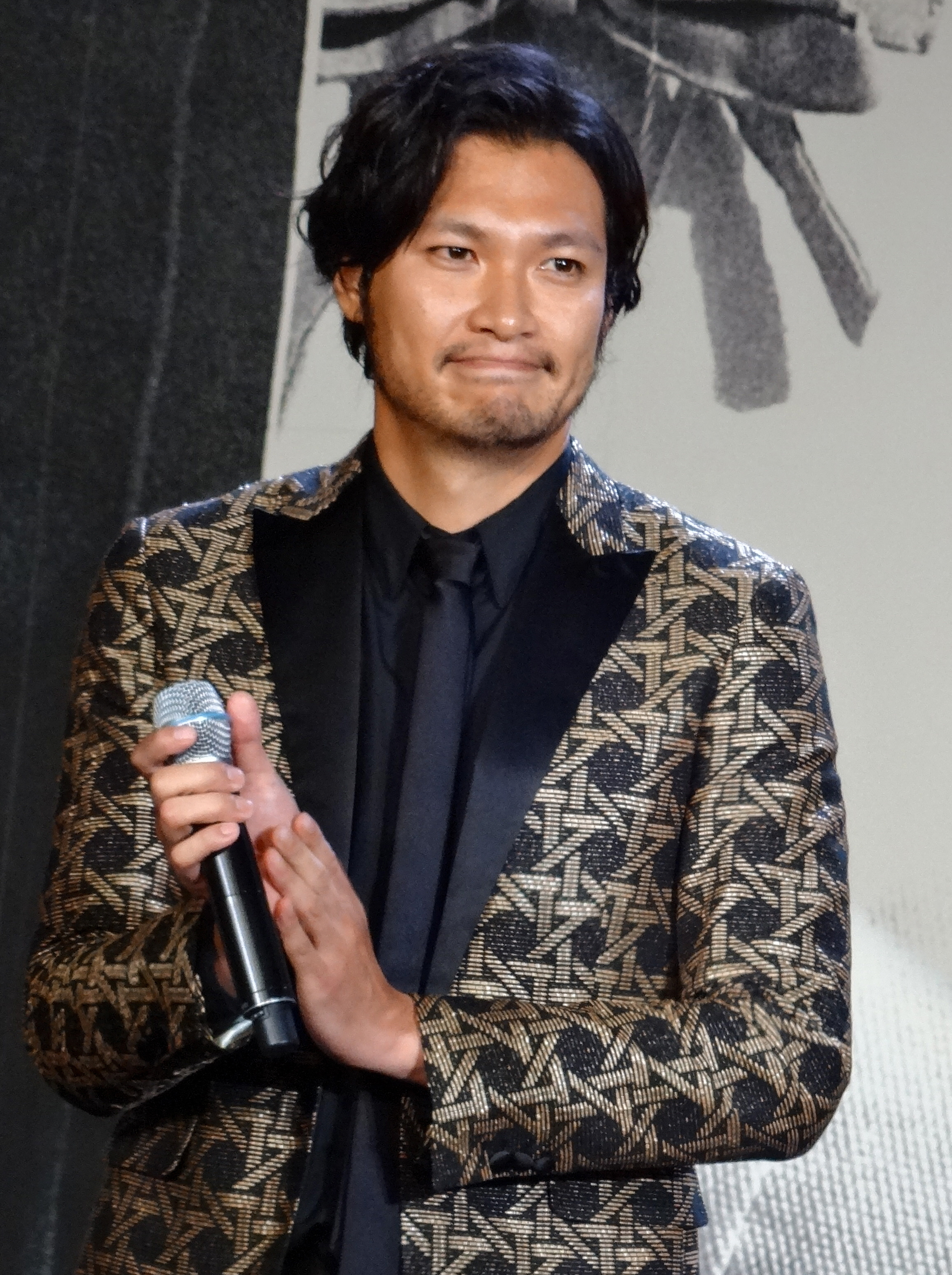

아오키 무네타카(青木崇高 Munetaka Aoki, 1980년 3월 14일 ~ )는 일본의 배우, 텔레비전 배우이다.
야오시에서 태어났다.

## 출연진

### 드라마 방송
- 나비의 역학 -살인 분석반- (蝶の力学) - 타카노 히데아키 역
- 99.9 ~형사 전문 변호사~ 시즌2 (99.9-刑事専門弁護士-) - 마루카와 타카히사 역
- 세고돈 (西郷どん) - 시마즈 히사미츠 역
- BORDER 2 속죄 (BORDER 贖罪) - 타치바나 유마 역
- 수수하지만 굉장해! DX 교열걸 코노 에츠코 (地味にスゴイ!DX　校閲ガール・河野悦子) - 카이즈카 하치로 역
- 컴 컴 에브리바디 (カムカムエブリバディ) - 무토 란마루 역[1]
- 협상의 기술 : 나이토 역

### 영화
- 배틀로얄 2 - 레퀴엠 (バトル・ロワイアルII 鎮魂歌) - 나나미 준 역
- 무지개 여신 (虹の女神 Rainbow Song)
- 가요곡이야, 인생은 (歌謡曲だよ、人生は「僕は泣いちっち」) - 신이치 역 (주연)
- 바람의 검심 (るろうに剣心) - 사가라 사노스케 역
- 프린세스 사쿠라 (桜姫) - 곤스케 역
- 갈증 (渇き。) - 사키야마 역
- 바람의 검심: 교토 대화재편/전설의 최후편 (るろうに剣心 京都大火編 / 伝説の最期編) - 사가라 사노스케 역
- 비에 흔들리는 여자 (雨にゆれる女) - 노리오 역 (주연)
- 모리의 정원 (モリのいる場所) - 이와타니 역
- 가족의 색깔 (かぞくいろ RAILWAYS わたしたちの出発) - 오쿠조노 슈헤이 역
- 온다 (来る) - 츠다 다이고 역
- 사무라이 검신 (サムライマラソン) - 우에키 요시쿠니 역
- 바람의 검심 최종장: 더 파이널 (るろうに剣心 最終章 The Final) - 사가라 사노스케 역
- 99.9 -형사 전문 변호사- 더 무비 (99.9-刑事専門弁護士-THE MOVIE) - 마루카와 타카히사 역
- 야마부키 (やまぶき)
- 범죄도시 3 (THE ROUNDUP: NO WAY OUT)[2] - 리키 역 (인간말종 2. 3편의 메인 빌런이자 더블 최종 보스격 중간 보스. 첫 천만영화)
- 고지라-1.0 (ゴジラ −1.0) - 타치바나 소사쿠 역
- 미싱 (ミッシング) - 유타카 역
- 고스트캣 앙주 (化け猫あんずちゃん) - 테츠야 역